# Spit-Ball Sadie
Spit-Ball Sadie er en amerikansk stumfilm fra 1915 af Hal Roach.

## Medvirkende
- Harold Lloyd - Luke
- Gene Marsh
- Jack Spinks